# Detlef Kübeck
Detlef Kübeck (né le 22 février 1956 à Schwerin) est un ancien athlète est-allemand, spécialisé dans le 200 m et le relais 4 × 100 m.
Médaille d'argent du relais de la RDA aux Championnats d'Europe de 1982 (avec Thomas Munkelt, Olaf Prenzler et Frank Emmelmann), il a détenu jusqu'en 2012 le record d'Allemagne (unifiée) en 38 s 29.